# Jean-François de Luzzara
Jean-François de Gonzague de Luzzara (Luzzara, 2 février 1488 – 18 décembre 1524) est un noble italien.

## Biographie
Il est le deuxième fils de Rodolphe de Castiglione et Caterina Pico della Mirandola.
À la mort de son père, qui a lieu à la Bataille de Fornoue le 6 juillet 1495, il devient seigneur de Luzzara et le fondateur de la branche de Gonzague de Luzzara.
Il épouse Laura Pallavicino (1510 ca-?), la fille de Galeazzo Pallavicino, marquis de Busseto et de Elisabetta Sforza.
Il abdique en faveur de son fils Maximilien le 11 octobre 1524.
Il est décédé le 18 décembre 1524.

## Descendance
Jean-François et Laura ont huit enfants:
- Maximilien de Luzzara (1513-1578), reçoit le fief en 1524 avec l'abdication de son père;
- Elizabeth, nonne;
- Margaret, nonne;
- Angela, morte en bas âge;
- Ippolita, morte en bas âge;
- Guillaume, mort en bas âge;
- Galeazzo, mort en bas âge;
- Rodolphe de Luzzara (m. 1553), comte de Poviglio.